# Радица (река)
Радица — река в Брянской области России. Является левым притоком реки Болвы.

## Течение
Основные притоки — река Чернец (левый), Кунка (левый), Лодка (правый) и ручей Провалющий. Начинается в осиново-берёзовом лесу восточнее деревни Пастушье, верховья Радицы заболочены. Высота истока — 198 м над уровнем моря. Устье расположено в посёлке городского типа Радица-Крыловка.

## Гидрология
В период весеннего половодья уровень воды в Радице может повышаться до 8 метров. Известно крупное наводнение на реке, произошедшее в 1908 году, в результате которого было полностью затоплено село Радица-Крыловка, более 700 человек из него были эвакуированы.
На реке создано два запрудных озера: пруд в селе Стеклянная Радица и озеро Радицкое в посёлке Радица-Крыловка. Озеро Радицкое имеет площадь порядка 36 га. В его создании участвовал фабрикант С. И. Мальцов. По словам местных жителей, ранее вода в озере была очень чистой. Дважды плотину прорывало, но озеро было восстановлено.

## История
В начале 1740-х годов заводчик Гончаров, ставший владельцем земель в районе реки в 1741 году, построил на реке Радицкий железоделательный завод.
В марте 1788 года упоминается сделка купли-продажи пильной мельницы в пустоши Радица на одноименной реке.
В 1797 году на реке функционировала гута (стекольный завод) с двумя печами.

## Населённые пункты на реке
От истока:
- Рублино
- Стеклянная Радица
- Урицкий
- Радица-Крыловка